# 결혼행진곡 (드라마)
《결혼행진곡》은 1976년 4월 17일부터 1977년 3월 27일까지 방영한 TBC 주말연속극이다.

## 등장 인물
- 강부자
- 박근형
- 백일섭
- 서승현
- 서우림
- 전원주
- 안영주
- 신종섭
- 김형자
- 한진희
- 안옥희
- 염복순
- 연규진
- 김인문
- 임동진
- 유지인
- 이승현
- 최종숙
- 최정미
- 김종결
- 최윤석
- 황석주
- 이덕화